# Johann Bartholome Rechsteiner (Erfinder)

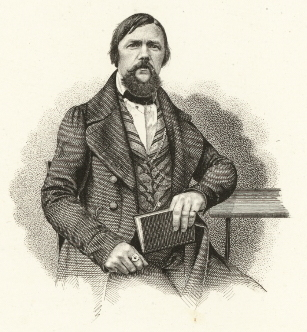
Johann Barhtolome Rechsteiner

Johann Bartholome Rechsteiner (* 5. Juni 1810 in Herisau; † 21. Dezember 1893 in Strassburg; heimatberechtigt in Urnäsch) war ein Schweizer Mechaniker und Erfinder aus dem Kanton Appenzell Ausserrhoden.

## Leben
Johann Bartholome Rechsteiner war ein Sohn von Johann Martin Rechsteiner. Er heiratete Johanna Christina Unterbeck, Tochter von Johann Gottfried Unterbeck. Rechsteiner hatte keine Schulbildung. Er absolvierte eine Lehre als Müller und Bäcker. Danach war er Spinnereiarbeiter. Er eignete sich mechanische Kenntnisse autodidaktisch an. Ab circa 1827 zog Rechsteiner als Wanderuhrmacher und -mechaniker durch Europa. Er reparierte und konstruierte unter anderem von 1839 bis 1844 mit George Dietz, dem Besitzer eines fahrenden Automatenmuseums, diverse Automaten. Darunter war der Automat Das Jüngste Gericht mit 260 Figuren, den er in den Jahren 1833 bis 1835 baute. 1838 reparierte er die automatische Ente von Jacques de Vaucanson, die an der Mailänder Scala vorgeführt wurde. Ab 1844 bis 1847 konstruierte er eine automatische Ente in Urnäsch. Er erfand unter anderem einen Weberschiffchen-Antrieb. Von 1848 bis 1849 ersann er eine Schraubenproduktionsmaschine. Diese trug ihm verschiedene internationale Auszeichnungen ein: 1853 erhielt er eine Staatsprämie und die Staatsbürgerschaft Sachsens. Der erfolgreichen Schraubenproduktion in Connewitz (Sachsen) setzten 1860 Querelen mit dem Vermieter der Wasserkraft ein Ende. Nach vergeblichem Kampf um Schadenersatz liess er sich 1863 als Uhrmacher im Elsass nieder. 1872 nahm er in Strassburg die Schraubenproduktion wieder auf. 1874 zerstörte ein Brand die Produktionsanlagen. Darauf verlegte sich Rechsteiner mit seinem Sohn auf neue Erfindungen wie einem Blutdruckmessgerät für das Strassburger Bürgerspital.